# Вілла «Нюкта»
Вілла «Нюкта» — вілла початку XX століття в стилі неокласицизму, пам'ятка архітектури в кримському містечку Сімеїз.

## Історія
Історія вілли «Нюкта» тісно пов'язана із життям її власників, розбудовою курортної зони в Сімеїзі (з середини ХХ століття) та історією містечка в минулому столітті. Мешканці селища і приїжджі вважають її місцевою пам'яткою історії та архітектури.

### Передісторія
У Російській імперії було заведено, що вельможі, особливо царі, жалували своїм підлеглим чималі наділи землі, зазвичай, з народом, що там жив. Найбільше такій вислузі раділи військові, адже після кожної вдалої військової кампанії імперія обростала землями, які й розподілялися між загарбниками. Так на кримські землі й прийшли землевласниками: російські графи, царські німці-вислужники та поселенці, кавказькі князі, купецькі роди та попи.
Саме так сталося і в Сімеїзі, після російсько-турецької війни (1768—1774 роки) більшість турків-османів з Кримського півострова подались в Османську імперію. Російська імператриця Катерина ІІ віддячувалася своїм підданим-військовим, наділивши сімеїзькими землями: князя Наришкіна, графа Потоцького, графа Мілютіна, князя Кочубея, графа Ревеліоті, графа Мордвинова. Невдовзі на ці землі навідався російський промисловик і мільйонер Сергій Іванович Мальцев, йому сподобалось це місце й він вирішив збудувати тут курортну зону, витративши на це чимало зусиль. І вже в 1894 році, його діти управляли в Сімеїзі землею в 567 десятин, отримавши її у спадщину.
Брати Мальцеви (столичні придворні), не мали серйозних намірів на такий спадок і вирішили продати маєток, але на таку величезну ділянку не знайшлось покупців, тому брати додумались продавати його по частинам. Та перш ніж виставити ділянки на продаж, Мальцеви провели ландшафтні та геологічні дослідження, провівши водогін, каналізацію, мостили вулиці. І вже тоді, коли вони запропонували паї на дачі в селищі (поруч якого часто відпочивала царська родина), покупців знайшлось багато (до 1913 року з 167 ділянок залишилися непроданими тільки 78).
Розпродавши більшість землі, Мальцеви ще подарували містечку парк (успадкований від батька), адже брати отримали багато прибутків від земельної оборудки. Нові власники паїв були заможними, тому хизувалися, що можуть жити ближче до царської родини, а для більшої престижності ще й запросили для своїх вілл відомого архітектора Миколу Петровича Краснова, який спроектував Лівадійський палац. Отож, зовсім скоро, в селищі Сімеїз постав комплекс відпочинкових будинків, що відповідали естетиці російської палацової архітектури XX століття.

### Закладка і розквіт вілли
Сімеїзькі краєвиди запали в душу Василю Кузьменку ще з дитинства, коли він з батьками проводив літній відпочинок на березі моря. Вже будучи статечним чоловіком і царським чиновником, він не раз відвідував ці місцини, а коли доля закинула його до Криму, працювати в Сімферополі, то він вирішив пов'язати останні роки життя в Сімеїзі. Працюючи на залізниці, він зійшовся з Іваном Мальцевим (який опікувався прокладкою залізничної колії через Сімеїз) і піддався на його пропозицію стати частинкою Нового Сімеїзу. Інженер-залізничник Кузьменко був в числі перших покупців земельних паїв від Мальцових. Ділянка № 5, загальною площею 319 квадратних сажнів, була придбана в 1904 році, а через кілька років там уже виріс великий дім з колонами та ротондами в стилі неокласицизму. Вже через рік сім'я Василя Кузьменка в'їхала в свій дім, який назвали «Діва», сюди ж навідувалися їх родичі, знайомі.
Василь Михайлович добре знався на землі в Сімеїзі, і мав хороші стосунки з Мальцевими та сусідами по ділянках, тому, невдовзі, він підшукав собі нову місцину, із хорошим краєвидом та ландшафтом. І вже до 1910 року він зумів придбати її та розпочав нове будівництво. В той же час Сімеїз ставав все популярнішим, сюди з'їжджалися і знать й інтелігенція, і хворі й відпочиваючі. Місцеві власники користалися виниклою ситуацією в країні, вілли Сімеїзу були заповнені, земля подорожчала в кілька разів, налагоджувалася інфраструктура та розвивалися міста, до міста потягнулися відомі в країні багачі, які вважали ці вілли вдалим вкладенням капіталу, одним з них був власник маєтку Карпівка (неподалік Сімеїзу) — М. І. Карпов, який і викупив в Кузьменків їх першу віллу. Отримавши додаткові вільні кошти для розбудови своєї нової вілли, Василь Кузьменко запросив Якова Семенова і, вдосконаливши свій попередні проекти, за кілька років збудував «Нюкту» — другу свою дачу на березі Чорного моря. Двоповерхова споруда на 12 кімнат в неокласичному стилі наче приросла до скелі, що була на задньому плані і зустрічала всіх подорожуючих на західній околиці Сімеїзу.
Привабливості віллам додавали затишок містечка, колоритна бухта, гірський ландшафт і приязнь їхніх власників:
|  | Майже всі дачі Нового Сімеїзу з теплими сонячними кімнатами і балконами з прекрасним видом на море, гори і скелі. Стіл, найрізноманітніший за якістю, від кухарського до домашнього, можна мати за 9 — 10 рублів страву на місяць. На деяких дачах є хороші, що користуються заслуженою популярністю, пансіони. Пансіон - сніданок з 2-х страв, обід з 3-х страв 45 рублів в місяць; повний пансіон: 55 —60 рублів у місяць. Між Алупкою і Новим Сімеїзом (через Старий Сімеїз) курсує по 2 — 3 рази на день постійний мальпост по 25 копійок за місце. Крім того, невеликі пароплави підтримують сполучення між Сімеїзом, Алупкою і Ялтою по 2 — 3 рази на день. Завжди можна дістати автомобіль, екіпажі, верхових коней і човни. Облаштовані морські та прісні ванни. Є бібліотека, аптека, постійний лікар. У Новому Сімеїзі з успіхом застосовується крім кліматичного лікування повітрям, озонованим рясними зарослями диких кипарисів і багаторічних ялівців, - лікування морськими ваннами і купанням, сонячними ваннами, масажем, виноградом і (взимку) стерилізованим виноградним соком. Перевага Нового Сімеїзу — відсутність всієї тієї метушні, штовханини і шуму, які роблять нестерпними чимало курортних місць. Він скромно відсунувся вбік від метушливої смуги, щоб дати своїм приїжджим тишу, спокій, відпочинок без розгулу ресторанного життя, без грубості міської черні, без марнославства і манірності так званих модних курортів |

Це були часи розквіту курорту Новий Сімеїз, які припали на часи Першої світової війни. Велика кількість поранених та травмованих російських офіцерів були спрямовані до Криму, щоби поправити їхнє здоров'я і власники радо віддавали свої будівлі під пансіони для військових (хто з патріотичних мотивів, а хто й з фінансових). Через військові дії, які охопили всю Європу, російські вельможі не мали змоги їздити на відпочинок до Італії, Франції, Балкан, тому Крим став для них чи не єдиною безпечною місциною. Однак, всі плани власників вілл перекреслили революційні часи та громадянська війна в Росії.

### Радянські часи
Після приходу в 1921 році більшовиків всі дачі і пансіонати були націоналізовані. Незаконно присвоївши майно багатіїв, комісари не могли ним усім управляти, тому ті будинки чи квартири де ще жили їхні власники (якщо не втекли за кордон) вони запропонували викупити (оскільки молода радянська влада потребувала фінансів, то таким чином поповнювала казну). Ймовірно, особливий статус залізничника-фахівця, який допомагав налагоджувати залізничний транспорт в молодій Країні Рад, посприяв родині Кузьменків в їх намірі залишатися в будинку. Комісарам було того мало і вони під різними приводами вигадували нові побори, так в часи НЕПу в кримських власників вілл і садиб майно вилучили і запропонували його вже винаймати (мотивуючи тим, що в Країні Рад приватного немає нічого, а все суспільне). Довелося власникам кримського майна пристати й на такі умови, облаштовуючи свої вілли під уже радянські пансіонати й санаторії, ймовірно, Кузьменки також погодилися на таку співпрацю з владою, оскільки вони й далі проживали в своїй віллі, правда не у всіх приміщеннях. Посилення більшовицької влади (кінець 30-х років XX століття) закінчилося остаточним відбором власності, тоді ж втрачаються сліди родини Кузьменків в Сімеїзі, а більшовики передали «Нюкту» до складу комплексу протитуберкульозного пансіонату «Селям». В часи Другої світової війни вілла не постраждала.
Після війни радянська влада поновила в містечку Сімеїз курорт і передала вілли пансіонату «Селям» під санаторій «Юність», де оздоровлювали і лікували дітей від туберкульозу. У «Нюкту», яка розташовувалася на околиці курорту поселили персонал санаторію, більшість приміщень всередині були переплановані під комунальні житла, навіть цокольний поверх. Популярність курорту принесло ефективне лікування діток, як наслідок санаторій нарекли «імені В. І. Леніна» і вважали другим «Артеком».

### Сучасність
З дня проголошення незалежності України, санаторій «Юність» переданий на баланс міністерства охорони здоров'я України, і вілли (корпуса санаторію) також. Тож в будинку вілли «Нюкта», що знаходиться на західній околиці містечка Сімеїз, за адресою: вул. Радянська 43, залишилися проживати його попередні мешканці (в більшій частині працівники санаторію). Рішенням КО від 20 лютого 1990 року вілла «Діва» занесена у список архітектурних пам'яток місцевого значення
На жаль, пам'ятка історії та архітектури належно не оцінена управителями лічниці, які покладали надії, що заселенці самотужки вчинятимуть капітальні ремонти будівлі. Звичайно, поточні ремонти кожен із квартировинаймачів робили, але не більше. Коли ж з'явилася можливість незаконно приватизувати собі державну власність, частина з них цим скористалася. Як наслідок, нові власники почали самі проводити перепланування будівлі, фасаду, добудували додаткові комірчини, вставляли металопластикові вікна — знищуючи задум проектанта, тим самим нівелюючи її історичну цінність. Офіційно не перевівши будівлю в міський житловий сектор, залишивши її у віданні дирекції санаторію, міністерство обмежило дії державних інституцій за контролем стану історичної будівлі.
Після захоплення Росією українських земель в 2014 році, російський уряд залишив в дії українські природоохоронні закони в анексованому Криму.

## Власники садиби
За всю свою історію вілла «Нюкта» перебувала в приватній та державній власності:
- Кузьменко Василь Михайлович (1880—1964) — російський інженер-залізничник[15], дослідник Криму. Керував Московсько-Київсько-Воронезькою залізницею, але за підтримку страйкарів (в 1905 році) був розжалуваний та відправлений у відставку. Після відставки подався до Криму, де ще кілька років пропрацював на залізниці в Сімферополі, а потім переселився до Сімеїзу. Побудувавши одним з перших власну віллу, був зачинателем і натхненником подальшого розвитку курорту Сімеїз. Популяризував Крим, зокрема Сімеїз, видавши дві книжки-путівники «Новый Симеиз и его окрестности на Южном Берегу» (1913) и «Очерки Южного берега и горной части Крыма» (1915)[16] Перед війною знову повернувся на залізницю і дослужився до першого заступника начальника Південної залізниці, з присвоєння статусу радника. За чималі вислуги вихідця з селянської родини удостоєно дворянського чину[17]. Оскільки Кузьменко виходець з селянської родини і фахівець-залізничник, більшовики не одразу позбулися його, підтвердженням тому є перебування його сім'ї на віллі «Нюкта» (хоча й невідомо в яких умовах). Очевидно, Василь Кузьменко налагоджував залізничний транспорт для більшовиків в СРСР;
- Сімеїзька селищна рада — в часи Радянського союзу вілла була націоналізована, одразу не відібрана у її власників, адже вони допомагали у відновленні залізничної індустрії молодої Країни Рад. Сім'я Кузьменків прожила на віллі до 40-х років, точних даних у чиїй власності знаходилась вілла тоді невідомо, але власністю Кузьменків уже не була[18];
- Санаторій «Юність» — управляв віллою після Другої світової і колишня вілла стала одним із корпусів протитуберкульозного закладу Міністерства охорони здоров'я України. Приміщення передані під жилий фонд для працівників санаторію.

## Опис будівлі
Архітектурний ансамбль вілли (в стилі неокласицизму) створив Василь Михайлович Кузьменко. Очевидно, що головна ідея будівлі була перенесена із попередньої вілли Кузьменків, тільки цього разу автор вдосконалив фасадну частину, принісши чимало накладних декоративних елементів. Крім того, цього разу він зважив на ландшафт, спроектувавши багаторівневу цокольну площадку, чим досяг ефекту злиття конструкції зі скелею (в яку впиралася вілла). Будувати віллу почали одразу, але роки і здоров'я Василя Кузьменка були вже не ті, тож всіма будівельними процесами управляв Яків Семенов, відомий забудовник Нового Сімеїзу.
Земельна ділянка знаходилася у підніжжі скелі й за задумом проектанта, частину ділянки вирівняли, а рештою ландшафтних нерівностей скористалися, таким чином добилися візуального ефекту — багатоступінності конструкції, та додатково укріпили цокольну частину, яка в новому будинку Кузьменка мала висоту до 2 метрів і стала нульовим поверхом. На цоколі зводилися стіни з груботесаного каменю і, за формою, постала прямокутна будівля з великими та прямокутними вікнами. На відміну від «Діви», в «Нюкті» вхід був по центру між колонами і обрамлений високими фасадними сходами, які вели в парадну залу. Всередині будівлі було 12 просторих кімнат, частина з яких здавалася власниками під пансіон.
Стиль неокласицизму досягався поєднанням елементів античності і раннього класицизму: античні — колони, ротонди, портики вдало поєднувалися з високим фасадом та горизонтальним шаруванням, створеним перепадами висот по фасаду та вкрапленням відкритих терас. Всередині, на території вілли висаджені декоративні рідкісні саджанці дерев і кущів, які сформували внутрішній парковий двір, що плавно переходив у ландшафт та флору скелі. Та найбільш примітною ознакою дачі Кузьменків стала скульптура римської богині ночі Нюкти, яка «прилаштувалась» на карнизі другого поверху зліва від центрального входу. Тримаючи в руках факел, Нюкта наче освітлювала все довкола і стала головною ознакою маєтку Кузьменків, який в народі так і назвали — вілла «Нюкта».
На жаль, через сотню років будівля зазнала певних змін. Спершу радянські чиновники перепланували всередині приміщення, адже дачу використовували як жилу, багатоквартирну споруду. Потім, заради збільшення житлової площі, замурували відкриті тераси з колонами. Після утвердження незалежної України, декотрі з жильців незаконно виробили акти на приватну власність та почали змінювати фасад і дворик будівлі: добудувавши бляшані комірчини, цегляні не штукатурені житлові кімнати на першому поверсі, навісні псевдобалкони та розбили додаткові входи до вілли.